# Liste der Baudenkmäler in Recklinghausen
Die Liste der Baudenkmäler in Recklinghausen enthält die denkmalgeschützten Bauwerke auf dem Gebiet der Stadt Recklinghausen im Kreis Recklinghausen in Nordrhein-Westfalen (Stand: Dezember 2015). Diese Baudenkmäler sind in der Denkmalliste der Stadt Recklinghausen eingetragen; Grundlage für die Aufnahme ist das Denkmalschutzgesetz Nordrhein-Westfalen (DSchG NRW).

## Liste
| Bild | Bezeichnung                                                                                            | Lage                                                                                 | Beschreibung                                                                                              | Bauzeit                                                            | Eingetragen seit | Denkmal- nummer    |
| --- | --- | ------------------------------------------------------------------------------------ | --- | ------------------------------------------------------------------ | ---------------- | ------------------ |
| Lohnhalle der Zeche König Ludwig 1/2                                                                      | Lohnhalle der Zeche König Ludwig 1/2                                                                   | Alte Grenzstraße 153 Karte                                                           | |                                                                    |                  | 122 TKD            |
| Wohn- und Wirtschaftsgebäude                                                                              | Wohn- und Wirtschaftsgebäude                                                                           | Althochlar 19 Karte                                                                  | |                                                                    |                  | 151                |
| Kornbrennerei und Gaststätte mit Wohnteil                                                                 | Kornbrennerei und Gaststätte mit Wohnteil                                                              | Am Alten Kirchplatz Karte                                                            | |                                                                    |                  | 143                |
| Heiligenhäuschen                                                                                          | Heiligenhäuschen                                                                                       | Am Siechenkotten Karte                                                               | |                                                                    |                  | 112                |
| Hafenkran                                                                                                 | Hafenkran                                                                                              | Am Stadthafen Karte                                                                  | |                                                                    |                  | 114 TKD            |
| Fernmeldeamt, ehemaliges Telegrafenamt                                                                    | Fernmeldeamt, ehemaliges Telegrafenamt                                                                 | Am Steintor 3 Karte                                                                  | | 1928–1929                                                          | 5. November 1990 | 83                 |
| ehemalige jüdische Schule                                                                                 | ehemalige jüdische Schule                                                                              | Am Steintor 5 Karte                                                                  | |                                                                    |                  | 104                |
| Brüggemannshof                                                                                            | Brüggemannshof                                                                                         | An der Dornhecke 12 Karte                                                            | |                                                                    |                  | 48                 |
| weitere Bilder                                                                                            | katholische Pfarrkirche St. Paulus (Pauluskirche)                                                      | Paulusviertel An der Pauluskirche 11 / Paulusstraße Karte                            | Architekten: Franz Lohmann (Recklinghausen) und Wilhelm Rincklake                                         | 1905–1906                                                          |                  | 42                 |
| „Franz-Bracht-Haus“ (barockes Bürgerhaus)                                                                 | „Franz-Bracht-Haus“ (barockes Bürgerhaus)                                                              | Anton-Bauer-Weg 6 Karte                                                              | | 1736                                                               |                  | 18                 |
| Pfarr- und Gemeindehaus (ehemalige Kleinkinderbewahrschule)                                               | Pfarr- und Gemeindehaus (ehemalige Kleinkinderbewahrschule)                                            | Antoniusstraße 8–10 Karte                                                            | | 1905 und 1908                                                      |                  | 164                |
| weitere Bilder                                                                                            | katholische Pfarrkirche St. Antonius von Padua                                                         | Antoniusstraße 12 Karte                                                              | Architekt: Josef Franke                                                                                   | 1929–1930 und 1935–1938                                            |                  | 163                |
| Villa Boente                                                                                              | Villa Boente                                                                                           | Augustinessenstraße 4 Karte                                                          | | 1897                                                               |                  | 52                 |
| weitere Bilder                                                                                            | Engelsburg                                                                                             | Augustinessenstraße 10 Karte                                                         | |                                                                    |                  | 3                  |
| Lokomotivschuppen der Zeche General Blumenthal 1/2/6                                                      | Lokomotivschuppen der Zeche General Blumenthal 1/2/6                                                   | Beckbruchweg / Herner Straße Karte                                                   | | 1905                                                               |                  | 172 TKD            |
| Wohnhaus für den Bankdirektor Kurt Krauße                                                                 | Wohnhaus für den Bankdirektor Kurt Krauße                                                              | Bismarckstraße 7 Karte                                                               | Architekt: Cuno Pohlig (Recklinghausen)                                                                   | 1927                                                               |                  | 170                |
| weitere Bilder                                                                                            | Reitwinkelkolonie (mit insgesamt 162 Gebäuden)                                                         | Blücherstraße, Bülowstraße, Gneisenaustraße, Hochstraße, Theodor-Körner-Straße Karte | |                                                                    |                  | 84                 |
| Haus Schlüter                                                                                             | Haus Schlüter                                                                                          | Bochumer Straße 84 Karte                                                             | |                                                                    |                  | 74                 |
| weitere Bilder                                                                                            | evangelische Lutherkirche                                                                              | Bochumer Straße 161 Karte                                                            | Architekt: wohl Heinrich Bramesfeld (Wuppertal-Elberfeld)                                                 | 1886–1888                                                          |                  | 95                 |
| weitere Bilder                                                                                            | Pfarrhaus der Lutherkirche                                                                             | Bochumer Straße 161 a Karte                                                          | | 1905                                                               |                  | 96                 |
| weitere Bilder                                                                                            | evangelisches Gemeindehaus                                                                             | Bochumer Straße 163 Karte                                                            | | 1894                                                               |                  | 97                 |
| weitere Bilder                                                                                            | evangelisches Gemeindehaus                                                                             | Bochumer Straße 165 / Magdalenenstraße 1–5 Karte                                     | | 1900 und 1927                                                      |                  | 98                 |
| weitere Bilder                                                                                            | Umspannwerk Recklinghausen                                                                             | Bochumer Straße 253 Karte                                                            | Architekt: Lill (Bauabteilung der VEW)                                                                    | 1927–1928                                                          |                  | 119 TKD            |
| Altes Zollhaus                                                                                            | Altes Zollhaus                                                                                         | Bochumer Straße 258 Karte                                                            | |                                                                    |                  | 90                 |
| Verwaltungsgebäude des Westfälischen Bauernverbands, genannt „Breukerhaus“                                | Verwaltungsgebäude des Westfälischen Bauernverbands, genannt „Breukerhaus“                             | Börster Weg 20–22a / Hardtstraße 1 Karte                                             | | 1925                                                               |                  | 121                |
| Wohn- und Geschäftshaus Breloer                                                                           | Wohn- und Geschäftshaus Breloer                                                                        | Brandstraße 9 Karte                                                                  | | 1893                                                               |                  | 161                |
| Kaufhaus Hettlage                                                                                         | Kaufhaus Hettlage                                                                                      | Breite Straße 2 Karte                                                                | | 1907–1909                                                          |                  | 29                 |
| Ackerbürgerhaus                                                                                           | Ackerbürgerhaus                                                                                        | Breite Straße 12 Karte                                                               | | wohl 18. Jahrhundert; Fassade 1909 erneuert                        |                  | 140                |
| weitere Bilder                                                                                            | Alte Apotheke                                                                                          | Breite Straße 14 Karte                                                               | | 2. Hälfte des 18. Jahrhunderts                                     |                  | 32                 |
| Wohnhaus und Gartenpavillon                                                                               | Wohnhaus und Gartenpavillon                                                                            | Bruchweg 10 Karte                                                                    | Baumeister: Voermann (Bochum)                                                                             | 1902                                                               |                  | 67                 |
| Wohnhaus                                                                                                  | Wohnhaus                                                                                               | Bruchweg 20 Karte                                                                    | |                                                                    |                  | 75                 |
| Feldscheune                                                                                               | Feldscheune                                                                                            | Brüninghoff 55 Karte                                                                 | |                                                                    |                  | 91                 |
| Finanzamt                                                                                                 | Finanzamt                                                                                              | Cäcilienhöhe 6 / Beisinger Weg Karte                                                 | | 1927                                                               |                  | 134                |
| Fachwerkhaus                                                                                              | Fachwerkhaus                                                                                           | Christophstraße 21 Karte                                                             | |                                                                    |                  | 158                |
| villenartiges Mehrfamilienwohnhaus                                                                        | villenartiges Mehrfamilienwohnhaus                                                                     | Dorstener Straße 45 / Zum Nonnenberg Karte                                           | | 1921                                                               |                  | 130                |
| Wohnhaus Homrighausen                                                                                     | Wohnhaus Homrighausen                                                                                  | Dorstener Straße 46 Karte                                                            | Architekt: Cuno Pohlig (Recklinghausen)                                                                   | 1903                                                               |                  | 111                |
| Verwaltungsgebäude der ehemaligen Bergwerksdirektion Recklinghausen mit Direktor-Wohnhaus                 | Verwaltungsgebäude der ehemaligen Bergwerksdirektion Recklinghausen mit Direktor-Wohnhaus              | Elper Weg 16–18 / Limperstraße Karte                                                 | | 1904–1907                                                          |                  | 82                 |
| Doppelwohnhaus für Beamte der Bergwerksdirektion                                                          | Doppelwohnhaus für Beamte der Bergwerksdirektion                                                       | Elper Weg 19/21 Karte                                                                | | 1912                                                               |                  | 113                |
| Wohnhaus                                                                                                  | Wohnhaus                                                                                               | Elper Weg 23 Karte                                                                   | | 1911                                                               |                  | 167                |
| Wohnhaus                                                                                                  | Wohnhaus                                                                                               | Elper Weg 25 Karte                                                                   | | 1906                                                               |                  | 168                |
| Wohnhaus                                                                                                  | Wohnhaus                                                                                               | Elper Weg 27 Karte                                                                   | | 1908                                                               |                  | 169                |
| Wohnhaus                                                                                                  | Wohnhaus                                                                                               | Elper Weg 37 Karte                                                                   | | 1911                                                               |                  | 157                |
| Wohnhaus                                                                                                  | Wohnhaus                                                                                               | Elper Weg 41 Karte                                                                   | | 1905                                                               |                  | 149                |
| Wohnhaus                                                                                                  | Wohnhaus                                                                                               | Elper Weg 49 Karte                                                                   | | 1906                                                               |                  | 146                |
| Wohnhaus                                                                                                  | Wohnhaus                                                                                               | Elper Weg 88 Karte                                                                   | | 1925                                                               |                  | 135                |
| Kloster Stuckenbusch                                                                                      | Kloster Stuckenbusch                                                                                   | Friedrich-Ebert-Straße 231 Karte                                                     | |                                                                    |                  | 58                 |
| ehemaliges Eisenbahn-Maschinenamt Recklinghausen                                                          | ehemaliges Eisenbahn-Maschinenamt Recklinghausen                                                       | Görresstraße 6 Karte                                                                 | | 1911                                                               |                  | 76                 |
| Bürgerhäuser                                                                                              | Bürgerhäuser                                                                                           | Grafenwall 1–2 Karte                                                                 | | 1. Hälfte des 19. Jahrhunderts; 1859 umgebaut                      |                  | 110                |
| Bürgerhaus                                                                                                | Bürgerhaus                                                                                             | Große Geldstraße 23 Karte                                                            | | 1799–1803                                                          |                  | 41                 |
| Villa Stalherm                                                                                            | Villa Stalherm                                                                                         | Halterner Straße 4 Karte                                                             | | 1894                                                               |                  | 100                |
| Evangelischer Friedhof mit Kapelle                                                                        | Evangelischer Friedhof mit Kapelle                                                                     | Halterner Straße / Clausiusstraße Karte                                              | | Grunderwerb 1898, Einweihung 5. November 1903, mehrfach erweitert  |                  | 145                |
| Wulff’sches Haus                                                                                          | Wulff’sches Haus                                                                                       | Heilige-Geist-Straße 3 Karte                                                         | | 2. Hälfte des 18. Jahrhunderts                                     |                  | 4                  |
| weitere Bilder                                                                                            | Gastkirche (Hospital)                                                                                  | Heilige-Geist-Straße 7a Karte                                                        | | 15. Jahrhundert; Umbau 1736                                        |                  | 1                  |
| Cramer’sches Haus                                                                                         | Cramer’sches Haus                                                                                      | Heilige-Geist-Straße 14 Karte                                                        | |                                                                    |                  | 9                  |
| weitere Bilder                                                                                            | Gymnasialkirche                                                                                        | Heilige-Geist-Straße 18 Karte                                                        | | 1666 / 1838 / 1927                                                 |                  | 14                 |
| Hofanlage                                                                                                 | Hofanlage                                                                                              | Henrichenburger Straße 131 Karte                                                     | |                                                                    |                  | 94                 |
| weitere Bilder                                                                                            | evangelische Gustav-Adolf-Kirche                                                                       | Herner Straße 6 Karte                                                                | | 1845–1847, Turm 1878/1879, Erweiterung 1886                        |                  | 120                |
| Villa Still mit Nebengebäude                                                                              | Villa Still mit Nebengebäude                                                                           | Herner Straße 22 Karte                                                               | | 1900                                                               |                  | 59                 |
| Wohn- und Geschäftshaus                                                                                   | Wohn- und Geschäftshaus                                                                                | Herner Straße 39a Karte                                                              | Architekten: Boesebeck und Schwieters (Recklinghausen)                                                    | 1912                                                               |                  | 180                |
| ehemaliger Pferdestall der Zeche General Blumenthal 1/2/6                                                 | ehemaliger Pferdestall der Zeche General Blumenthal 1/2/6                                              | Herner Straße 89–91 Karte                                                            | | 1890er Jahre                                                       |                  | 116 TKD            |
| weitere Bilder                                                                                            | Ackerbürgerhaus                                                                                        | Herrenstraße 12–14 Karte                                                             | |                                                                    |                  | 37                 |
| Alte Vikarie                                                                                              | Alte Vikarie                                                                                           | Herrenstraße 17 Karte                                                                | |                                                                    |                  | 27                 |
| Wohnhaus                                                                                                  | Wohnhaus                                                                                               | Hertener Straße 12 Karte                                                             | | 1896                                                               |                  | 171                |
| ehemaliges Maristenkloster St. Josef                                                                      | ehemaliges Maristenkloster St. Josef                                                                   | Hertener Straße 64 Karte                                                             | | 1904                                                               |                  | 152                |
| Villa | Villa                                                                                                  | Herzogswall 6 Karte                                                                  | | 1902                                                               |                  | 54                 |
| Wohnhaus                                                                                                  | Wohnhaus                                                                                               | Herzogswall 16 Karte                                                                 | | 1902                                                               |                  | 123                |
| ehemaliges Kreishaus                                                                                      | ehemaliges Kreishaus                                                                                   | Herzogswall 17 Karte                                                                 | | 1901                                                               |                  | 6                  |
| Villa | Villa                                                                                                  | Herzogswall 18 Karte                                                                 | |                                                                    |                  | 44                 |
| ehemalige Bürgermeister-Dienstvilla                                                                       | ehemalige Bürgermeister-Dienstvilla                                                                    | Herzogswall 20 Karte                                                                 | | 1907                                                               |                  | 45                 |
| Villa | Villa                                                                                                  | Herzogswall 22 Karte                                                                 | | 1903                                                               |                  | 8                  |
| Gymnasium Petrinum                                                                                        | Gymnasium Petrinum                                                                                     | Herzogswall 29 Karte                                                                 | | 1911                                                               |                  | 15                 |
| Hauptfeuerwache mit Schlauchturm                                                                          | Hauptfeuerwache mit Schlauchturm                                                                       | Herzogswall 31 Karte                                                                 | | 1909                                                               |                  | 17 TKD             |
| Stein’sche Villa                                                                                          | Stein’sche Villa                                                                                       | Herzogswall 46 Karte                                                                 | | 1901                                                               |                  | 7                  |
| Hof Knüver                                                                                                | Hof Knüver                                                                                             | Hillen 57 Karte                                                                      | |                                                                    |                  | 77                 |
| Bauernhaus                                                                                                | Bauernhaus                                                                                             | Hillen 60 Karte                                                                      | |                                                                    |                  | 53                 |
| weitere Bilder                                                                                            | Verwaltungs- und Kauengebäude der Zeche Recklinghausen I                                               | Hochlarmarkstraße 65–67 Karte                                                        | | 1902                                                               |                  | 73 TKD             |
| Wohnhaus                                                                                                  | Wohnhaus                                                                                               | Hohenzollernstraße 4 Karte                                                           | | 1905                                                               |                  | 132                |
| Bürgerhaus                                                                                                | Bürgerhaus                                                                                             | Holzmarkt 5 Karte                                                                    | |                                                                    |                  | 38                 |
| Handwerkerhaus                                                                                            | Handwerkerhaus                                                                                         | Holzmarkt 15 Karte                                                                   | | 2. Hälfte des 18. Jahrhunderts                                     |                  | 142                |
| Seilermeisterhaus                                                                                         | Seilermeisterhaus                                                                                      | Holzmarkt 17 Karte                                                                   | |                                                                    |                  | 36                 |
| ehemaliges Schwesternwohnheim                                                                             | ehemaliges Schwesternwohnheim                                                                          | Hukesteinstraße 2 Karte                                                              | | 1920er Jahre                                                       |                  | 78                 |
| weitere Bilder                                                                                            | klassizistisches Wohnhaus                                                                              | Im Rom 2 Karte                                                                       | | 1859                                                               |                  | 26                 |
| weitere Bilder                                                                                            | Landratsvilla und Kutscherhaus                                                                         | Im Rom 6 und 8 Karte                                                                 | | 1896–1905                                                          |                  | 5                  |
| ehemalige Rheinisch-Westfälische Disconto-Gesellschaft AG, späteres Verwaltungsgebäude der Firma Still    | ehemalige Rheinisch-Westfälische Disconto-Gesellschaft AG, späteres Verwaltungsgebäude der Firma Still | Altstadt Kaiserwall 21 Karte                                                         | Architekt: Otto Müller-Jena; Denkmalschutz beschränkt auf Südostfassade und Südwestfassade                | 1906–1907                                                          |                  | 51                 |
| weitere Bilder                                                                                            | Fördergerüst und Maschinenhaus des „Konrad-Ende-Schachtes“ (Schacht 4) der Zeche Recklinghausen II     | Hochlarmark Karlstraße 55 Karte                                                      | | 1963–1964                                                          |                  | 115 TKD            |
| ehemalige Stellmacherei                                                                                   | ehemalige Stellmacherei                                                                                | Kellerstraße 8 Karte                                                                 | | 1848                                                               |                  | 25                 |
| Altstadtschmiede                                                                                          | Altstadtschmiede                                                                                       | Kellerstraße 10 Karte                                                                | | 1850                                                               |                  | 34                 |
| ehemaliges Eichamt                                                                                        | ehemaliges Eichamt                                                                                     | Kemnastraße 15 Karte                                                                 | | 1936                                                               |                  | 79                 |
| Hittorf-Gymnasium                                                                                         | Hittorf-Gymnasium                                                                                      | Kemnastraße 38 Karte                                                                 | Architekt: Peter Heil (Recklinghausen)                                                                    | 1908                                                               |                  | 133                |
| Ikonenmuseum (ehemaliges Schulgebäude)                                                                    | Ikonenmuseum (ehemaliges Schulgebäude)                                                                 | Kirchplatz 2a Karte                                                                  | |                                                                    | 1795–1798        | 16                 |
| weitere Bilder                                                                                            | Petruskirche                                                                                           | Kirchplatz 7 Karte                                                                   | | 13. Jahrhundert                                                    |                  | 13                 |
| weitere Bilder                                                                                            | katholisch Kirche St. Johannes der Täufer                                                              | Suderwich Kirchstraße Karte                                                          | Architekt: Franz Lohmann (Recklinghausen)                                                                 | 1902–1904                                                          |                  | 99                 |
| Ackerbürgerhaus                                                                                           | Ackerbürgerhaus                                                                                        | Kleine Geldstraße 4 Karte                                                            | |                                                                    |                  | 19                 |
| Wohn- und Geschäftshaus                                                                                   | Wohn- und Geschäftshaus                                                                                | Königswall 8 Karte                                                                   | Architekt: Cuno Pohlig (Recklinghausen)                                                                   | 1900                                                               |                  | 61                 |
| Bankgebäude der ehemaligen Essener Creditanstalt AG                                                       | Bankgebäude der ehemaligen Essener Creditanstalt AG                                                    | Königswall 24 Karte                                                                  | Architekt: Cuno Pohlig (Recklinghausen)                                                                   | 1898                                                               |                  | 62                 |
| Wohnhaus                                                                                                  | Wohnhaus                                                                                               | Königswall 26 Karte                                                                  | | 1898                                                               |                  | 63                 |
| Wohn- und Geschäftshaus Wilhelm Jansen                                                                    | Wohn- und Geschäftshaus Wilhelm Jansen                                                                 | Kunibertistraße 4 Karte                                                              | Architekt und Bauunternehmer: Hugo Stalhem (Recklinghausen)                                               | 1905                                                               |                  | 129                |
| Haus Verstege                                                                                             | Haus Verstege                                                                                          | Altstadt Kunibertistraße 14 Karte                                                    | | 1557                                                               |                  | 102                |
| Ackerbürgerhaus(gelöscht)                                                                                 | Ackerbürgerhaus (gelöscht)                                                                             | Altstadt Kunibertistraße 15 Karte                                                    | | vor 1900                                                           |                  | 128 (gelöscht)     |
| Gravemanns Hof                                                                                            | Gravemanns Hof                                                                                         | Altstadt Kunibertistraße 16 Karte                                                    | | um 1700                                                            |                  | 117                |
| weitere Bilder                                                                                            | katholische Liebfrauenkirche                                                                           | Hillen Liebfrauenstraße 1 Karte                                                      | Architekt: Franz Lohmann (Recklinghausen)                                                                 | 1902–1903                                                          |                  | 89                 |
| weitere Bilder                                                                                            | evangelische Christuskirche mit Pfarrhaus                                                              | Limperstraße 11/13 / Elper Weg Karte                                                 | Architekt: Arno Eugen Fritsche                                                                            | 1909–1911                                                          |                  | 55                 |
| Wohnhaus                                                                                                  | Wohnhaus                                                                                               | Limperstraße 31 Karte                                                                | | 1900–1901                                                          |                  | 162                |
| Amtsgericht und Gefängnis                                                                                 | Amtsgericht und Gefängnis                                                                              | Reitzensteinstraße 17-21 / Limperstraße 32/32a Karte                                 | | 1905–1907                                                          |                  | 80                 |
| Ackerbürgerhaus                                                                                           | Ackerbürgerhaus                                                                                        | Löhrgasse 2 Karte                                                                    | | 1853                                                               |                  | 49                 |
| Gefallenen-Ehrenmal mit Kreuzigungsgruppe                                                                 | Gefallenen-Ehrenmal mit Kreuzigungsgruppe                                                              | Lohtor / Beisinger Weg Karte                                                         | Architekt: Stadtbaumeister Pflitsch (Stadtbauamt); zum Teil aus Steinen der historischen Stadtmauer       | 1928 (Kreuzigungsgruppe von 1720)                                  |                  | 141                |
| Bauernhaus                                                                                                | Bauernhaus                                                                                             | Lülfstraße 1 Karte                                                                   | | 1741                                                               |                  | 46                 |
| Wohn- und Geschäftshaus-Paar                                                                              | Wohn- und Geschäftshaus-Paar                                                                           | Recklinghausen_Monument_Nr_070_Marienstr_8.jpg Marienstraße 8/10 Karte               | | 1893 und 1897                                                      |                  | 70                 |
| Wohnhaus                                                                                                  | Wohnhaus                                                                                               | Marienstraße 14/14a Karte                                                            | | 1899                                                               |                  | 69                 |
| katholische Marienkirche                                                                                  | katholische Marienkirche                                                                               | Sedanstraße 27 / Marienstraße 33 Karte                                               | Architekt: Wilhelm Rincklake                                                                              | 1893                                                               |                  | 71                 |
| ehem. Kaufhaus Althoff                                                                                    | ehem. Kaufhaus Althoff                                                                                 | Markt 1 Karte                                                                        | Architekt: Fritz Niebel (Düsseldorf)                                                                      | 1910–1911                                                          |                  | 30                 |
| Haus Albers                                                                                               | Haus Albers                                                                                            | Markt 3 Karte                                                                        | | vor 1776, Fassade vor 1884                                         |                  | 33                 |
| Wohn- und Geschäftshaus                                                                                   | Wohn- und Geschäftshaus                                                                                | Markt 6 Karte                                                                        | | 1900                                                               |                  | 174                |
| [[Vorlage:Bilderwunsch/code!/C:51.635232,7.138161!/D:Hof Kleverbeck (gelöscht), Marler Straße 220!/\|BW]] | Hof Kleverbeck (gelöscht)                                                                              | Marler Straße 220 Karte                                                              | | 1797 und um 1840/1850                                              |                  | 125 (gelöscht)     |
| Alte Post                                                                                                 | Alte Post                                                                                              | Martinistraße 9 Karte                                                                | | vor 1782                                                           |                  | 35                 |
| Fachwerkhaus                                                                                              | Fachwerkhaus                                                                                           | Münsterstraße 4 Karte                                                                | | Ende des 18. Jahrhunderts                                          |                  | 72                 |
| Fachwerkhaus                                                                                              | Fachwerkhaus                                                                                           | Münsterstraße 6 Karte                                                                | | 2. Hälfte des 18. Jahrhunderts                                     |                  | 31                 |
| Wohn- und Geschäftshaus                                                                                   | Wohn- und Geschäftshaus                                                                                | Münsterstraße 12 Karte                                                               | | 1910                                                               |                  | 68                 |
| weitere Bilder                                                                                            | Fachwerkhaus mit Nebengebäude                                                                          | Münsterstraße 14 / Wiethofstraße 6 Karte                                             | | 2. Hälfte des 18. Jahrhunderts; Fassade Münsterstraße um 1870/1880 |                  | 64                 |
| Ackerbürgerhaus                                                                                           | Ackerbürgerhaus                                                                                        | Münsterstraße 22 Karte                                                               | | 1782                                                               |                  | 10                 |
| Ackerbürgerhaus                                                                                           | Ackerbürgerhaus                                                                                        | Münsterstraße 26 Karte                                                               | | zwischen 1799 und 1803                                             |                  | 40                 |
| Hof Lackmann                                                                                              | Hof Lackmann                                                                                           | Nonnenbuschweg 26 Karte                                                              | | 1813                                                               |                  | 103                |
| Jüdischer Friedhof                                                                                        | Jüdischer Friedhof                                                                                     | Nordcharweg (bei Nr. 50) Karte                                                       | |                                                                    |                  | 138                |
| Hofanlage                                                                                                 | Hofanlage                                                                                              | Ortlohstraße 246 Karte                                                               | | 18. Jahrhundert                                                    |                  | 24                 |
| Wasserturm Ost                                                                                            | Wasserturm Ost                                                                                         | Ostcharweg 160 Karte                                                                 | | 1903                                                               |                  | 66 TDK             |
| Wohnhaus, Kutscherhaus, Remise, Laube und Stützmauer                                                      | Wohnhaus, Kutscherhaus, Remise, Laube und Stützmauer                                                   | Overbergstraße 71/71a Karte                                                          | | 1908                                                               |                  | 147                |
| Ackerbürgerhaus                                                                                           | Ackerbürgerhaus                                                                                        | Paulsörter 8 Karte                                                                   | | vor 1782 und spätes 19. Jahrhundert                                |                  | 50                 |
| Fachwerkhaus                                                                                              | Fachwerkhaus                                                                                           | Paulsörter 22 Karte                                                                  | | Mitte des 18. Jahrhunderts                                         |                  | 22                 |
| Fachwerkhaus                                                                                              | Fachwerkhaus                                                                                           | Paulsörter 30 Karte                                                                  | | Mitte des 18. Jahrhunderts                                         |                  | 20                 |
| Fachwerkhaus                                                                                              | Fachwerkhaus                                                                                           | Paulsörter 31 Karte                                                                  | | Mitte des 18. Jahrhunderts                                         |                  | 21                 |
| Fachwerkhaus                                                                                              | Fachwerkhaus                                                                                           | Paulsörter 33 Karte                                                                  | | Mitte des 18. Jahrhunderts                                         |                  | 23                 |
| Wohn- und Geschäftshaus                                                                                   | Wohn- und Geschäftshaus                                                                                | Paulusstraße 4 Karte                                                                 | | Anfang des 20. Jahrhunderts                                        |                  | 155                |
| Wohnhaus mit Werkstatt                                                                                    | Wohnhaus mit Werkstatt                                                                                 | Paulusstraße 13 Karte                                                                | | 1905–1906                                                          |                  | 156                |
| ehemaliges Chemisches Untersuchungsamt, genannt „Herbert-Wehner-Haus“                                     | ehemaliges Chemisches Untersuchungsamt, genannt „Herbert-Wehner-Haus“                                  | Paulusstraße 45 Karte                                                                | | 1910                                                               |                  | 56                 |
| evangelische Reformationskirche                                                                           | evangelische Reformationskirche                                                                        | Pestalozzistraße 14 Karte                                                            | Architekt: Karl Siebold; nur Außenbau unter Denkmalschutz, Innenraum 1958 stark verändert                 | 1911                                                               |                  | 60                 |
| Ehlinghof                                                                                                 | Ehlinghof                                                                                              | Poststraße 7 Karte                                                                   | | 1836 und 1910                                                      |                  | 109                |
| weitere Bilder                                                                                            | Rathaus                                                                                                | Rathausplatz 3 Karte                                                                 | Architekt: Otto Müller-Jena; Bildhauer: Georg Grasegger / Erwin Haller (Köln) oder Hermann Haller (Paris) | 1904–1908                                                          |                  | 43                 |
| Wohnhaus                                                                                                  | Wohnhaus                                                                                               | Reitzensteinstraße 18 Karte                                                          | Architekt: Cuno Pohlig (Recklinghausen)                                                                   | 1902                                                               |                  | 118                |
| Wohnhaus Limper                                                                                           | Wohnhaus Limper                                                                                        | Reitzensteinstraße 24 Karte                                                          | Architekt: Cuno Pohlig (Recklinghausen)                                                                   | 1902                                                               |                  | 159                |
| ehemaliges Wohnhaus, genutzt durch das Bergamt                                                            | ehemaliges Wohnhaus, genutzt durch das Bergamt                                                         | Reitzensteinstraße 30 Karte                                                          | | 1924                                                               |                  | 81                 |
| Bauernhaus                                                                                                | Bauernhaus                                                                                             | Röllinghäuser Straße 193 Karte                                                       | | 1830er Jahre                                                       |                  | 127                |
| BW | Fachwerkhaus (mittlerweile abgerissen)                                                                 | Suderwich Sachsenstraße 1 Karte                                                      | | 18. Jahrhundert                                                    |                  | 105                |
| Fachwerkhaus                                                                                              | Fachwerkhaus                                                                                           | Suderwich Sachsenstraße 6 Karte                                                      | | 1750                                                               |                  | 107                |
| Hof Wetterkamp                                                                                            | Hof Wetterkamp                                                                                         | Suderwich Sachsenstraße 20 Karte                                                     | | 1758                                                               |                  | 101                |
| Hofanlage                                                                                                 | Hofanlage                                                                                              | Suderwich Sachsenstraße 23 Karte                                                     | | 1889                                                               |                  | 108                |
| Bauernhaus                                                                                                | Bauernhaus                                                                                             | Suderwich Sachsenstraße 26 Karte                                                     | | um 1800                                                            |                  | 65                 |
| Hofanlage                                                                                                 | Hofanlage                                                                                              | Suderwich Sachsenstraße 59 Karte                                                     | | 1908–1912                                                          |                  | 153                |
| ehemaliges „Gemeindegasthaus“ der Zechensiedlung Alte Kolonie                                             | ehemaliges „Gemeindegasthaus“ der Zechensiedlung Alte Kolonie                                          | Suderwich Schulstraße 85 Karte                                                       | |                                                                    |                  | 88                 |
| Hof Sanders(2003 gelöscht)                                                                                | Hof Sanders (2003 gelöscht)                                                                            | Sieben Quellen 6 Karte                                                               | | 1826                                                               |                  | 92 (2003 gelöscht) |
| Hof Höwing                                                                                                | Hof Höwing                                                                                             | Speckhorn Speckhorner Straße 233 Karte                                               | | 2. Hälfte des 19. Jahrhunderts                                     |                  | 87                 |
| weitere Bilder                                                                                            | Westfälische Volkssternwarte und Planetarium Recklinghausen                                            | Stadtgarten 6 Karte                                                                  | Volkssternwarte, Kleinplanetarium, Uraniatempel und Meridianhaus                                          | 2. Hälfte des 20. Jahrhunderts                                     |                  | 179 TKD            |
| Fachwerkhaus                                                                                              | Fachwerkhaus                                                                                           | Steinstraße 1/1a Karte                                                               | | 1. Hälfte des 19. Jahrhunderts                                     |                  | 11                 |
| Fachwerkhaus                                                                                              | Fachwerkhaus                                                                                           | Steinstraße 9 Karte                                                                  | | um 1900                                                            |                  | 12                 |
| Fachwerkhaus                                                                                              | Fachwerkhaus                                                                                           | Steinstraße 15 Karte                                                                 | | frühes 19. Jahrhundert                                             |                  | 85                 |
| weitere Bilder                                                                                            | Haus Fegeler                                                                                           | Steinstraße 17 Karte                                                                 | | 1846                                                               |                  | 28                 |
| „Villa Trautheim“                                                                                         | „Villa Trautheim“                                                                                      | Stenkhoffstraße 6 Karte                                                              | | 1914                                                               |                  | 148                |
| gründerzeitliches Wohnhaus                                                                                | gründerzeitliches Wohnhaus                                                                             | Tiefer Pfad 33 Karte                                                                 | |                                                                    |                  | 181                |
| Timperthof                                                                                                | Timperthof                                                                                             | Unterstraße 11 Karte                                                                 | | 1787                                                               |                  | 47                 |
| Kenkmannshof                                                                                              | Kenkmannshof                                                                                           | Unterstraße 14 Karte                                                                 | | 1847                                                               |                  | 2                  |
| Wohnhaus                                                                                                  | Wohnhaus                                                                                               | Vockeradtstraße 9 Karte                                                              | | 1904                                                               |                  | 160                |
| Polizeipräsidium Recklinghausen                                                                           | Polizeipräsidium Recklinghausen                                                                        | Westviertel Westerholter Weg 27 Karte                                                | Verwaltungsbau im Stil des Backsteinexpressionismus                                                       | 1926–1928                                                          |                  | 86                 |
| weitere Bilder                                                                                            | Knappschaftskrankenhaus mit Arztvilla                                                                  | Westerholter Weg 80 und 82 Karte                                                     | Architekt: Blohm                                                                                          | 1904–1906                                                          |                  | 57                 |
| weitere Bilder                                                                                            | Schachtanlage der Zeche General Blumenthal (Schacht 7)                                                 | Westcharweg / Dorstener Straße Karte                                                 | | 1940er, 1950er und 1960er Jahre                                    |                  | 166 TKD            |
| Wohnhaus                                                                                                  | Wohnhaus                                                                                               | Wickingstraße 5 Karte                                                                | | Ende des 19. Jahrhunderts                                          |                  | 154                |
| Ackerbürgerhaus                                                                                           | Ackerbürgerhaus                                                                                        | Wiethofstraße 1 Karte                                                                | | 1749                                                               |                  | 39                 |
| Ackerbürgerhaus                                                                                           | Ackerbürgerhaus                                                                                        | Wiethofstraße 2 Karte                                                                | | um 1800, Umbau 1878                                                |                  | 131                |
| Hofanlage                                                                                                 | Hofanlage                                                                                              | Zechenstraße 18 Karte                                                                | | 1804                                                               |                  | 93                 |

| Bild                                           | Bezeichnung                                    | Lage               | Beschreibung | Bauzeit | Eingetragen seit | Denkmal- nummer  |
| ---------------------------------------------- | ---------------------------------------------- | ------------------ | --- | ------- | ---------------- | ---------------- |
| Denkmalbereich Siedlung Kolonie König-Ludwig   | Denkmalbereich Siedlung Kolonie König-Ludwig   | König Ludwig Karte | Der Denkmalbereich wird durch folgende Straßen begrenzt: Königstraße, Am Bärenbach, Vorfluter Bärenbach, Nordseite der Wörthstraße in Grundstückstiefe einschließlich, Overbergstraße, Südseite der Marienstraße in Grundstückstiefe einschließlich und der Ziegelstraße (Hausnummern Königstraße 31–91, Am Bärenbach 38a, Marienstraße 125–161, 120–154, Wörthstraße 1–31, 2–32, Overbergstraße 140–170). |         |                  | Denkmalbereich 1 |
| Denkmalbereich Siedlung Alte Kolonie Suderwich | Denkmalbereich Siedlung Alte Kolonie Suderwich | Suderwich Karte    | Der Denkmalbereich umfasst: – Flur 358, Flurstücke 471, 479, 500–509, 551, 552, – Flur 452, Flurstücke 251 und 252 (Hausnummern Ehlingstraße 2, 2a, 4, 4a, 6–44), – Flur 452, Flurstücke 17–26, 29–32, 35–42, 48–57, 61, 63–65, 68–71, 77–80, 229, 291–295 (Hausnummern Wilhelminenstraße 3–45, 2–36, Margaretenstraße 13–51, 18–56). Der Denkmalbereich gliedert sich in zwei Teilbereiche: Der nördliche Teil wird begrenzt im Norden durch die Ehlingstraße, im Osten durch die Grundstücksgrenze zwischen den Flurstücken 470 und 471 der Flur 358, im Süden durch die rückwärtige Grundstücksgrenze der Grundstücke auf der Südseite der Ehlingstraße und im Westen durch die Katharinenstraße. Der südliche Teil wird begrenzt im Norden durch die nördliche Grenze der Grundstücke auf der Nordseite der Wilhelminenstraße (3–45), im Osten durch die Schulstraße mit Ausnahme der Flurstücke 43-45 und 47 der Flur 452 (Schulstraße 74, 80, 82, 84 und 86), im Süden durch die rückwärtige Grenze der Grundstücke an der Südseite der Margaretenstraße (18-56), im Westen durch die westliche Grundstücksgrenze der Flurstücke 63, 57, 229 und 17 der Flur 452. |         |                  | Denkmalbereich 2 |
| DenkmalbereichSiedlung Im Heidekämpchen        | Denkmalbereich Siedlung Im Heidekämpchen       | Suderwich Karte    | Der Denkmalbereich liegt zwischen Ehlingstraße, Sachsenstraße, der ehemaligen Grubenanschlussbahn und einer Linie zirka 40 m östlich der Heinrich-Pardon-Straße (Hausnummern Sachsenstraße 86–92, Im Heidekämpchen 2–20, 1–21). |         |                  | Denkmalbereich 3 |